# Pokémon : Magicarpe Jump
Pokémon : Magicarpe Jump (Pokémon: Magikarp Jump en anglais) est un jeu vidéo de type free-to-play sorti en mai 2017 sur appareils mobiles Android et iOS. Le jeu, développé par l'entreprise japonaise Select Button et édité par The Pokémon Company, propose d'élever un Magicarpe pour lui faire participer à des concours de saut en hauteur.

## Système de jeu
Le système de jeu consiste à nourrir le Pokémon nommé Magicarpe avec de la nourriture qui apparait de façon régulière ou avec des entraînements qui se recharge une fois toutes les trente minutes, trois charges sont disponibles en même temps.
Il est aussi possible de débloquer des Pokémon de soutien qui peuvent aider au développement du Magicarpe jusqu'à qu'il atteigne le niveau maximum (10 au début). Après avoir atteint son niveau maximum, le Magicarpe affronte d'autres Magicarpe dans des concours de saut afin d'obtenir des badges. Des évènements aléatoire peuvent avoir lieu après un entraînement, une victoire ou défaite. 
Chaque Magicarpe battu permet de gagner de l'expérience afin d'augmenter le rang de dresseurs qui augmente le niveau maximum de le Magicarpe du joueur. Une fois que le Magicarpe battu ou qu'il ait fini par obtenir un nouveau badge, le joueur devra en pêcher un nouveau.
Un bonus (de 10 %) de progression que chaque Magicarpe qui a fini par perdre transmet à la génération suivante, ce qui lui permet de progresser plus vite. Si un badge est obtenu, un bonus supplémentaires plus important est donné.

## Développement

### Contexte
Dans l'univers Pokémon, Magicarpe est considéré comme une espèce extrêmement faible et donc inutile au combat. Les jeux de la série Pokémon font largement état de ce fait au travers des entrées Pokédex de Magicarpe, qui le décrivent comme un Pokémon « minablement faible », « pathétique », « ridicule ». Cette caractéristique l'a élevé au rang d'icône parmi les Pokémon.

### Historique
En février 2017, un futur jeu centré sur Magicarpe est annoncé sous le nom de Splash! Magikarp (Haneru! Koiking en japonais).
Le 12 mai 2017, la chaîne YouTube officielle de la franchise Pokémon dévoile une version en anglais d'une chanson à la gloire de Magicarpe. La vidéo avait auparavant été publiée en japonais le 28 juillet 2016.
Le 17 mai 2017, le jeu Pokémon: Magikarp Jump est rendu disponible sur l'App Store en Italie, en tant que version préliminaire à des fins de test (soft launch). Il sort au Japon et dans plusieurs autres pays d'Asie le 23 mai 2017 sur les plateformes Android et iOS, puis en Australie, au Canada et aux États-Unis le 24 mai 2017. Le jeu est disponible au niveau mondial à partir du 25 mai 2017.